# Garganta del Diablo
Garganta del Diablo är en ravin i Brasilien, på gränsen till Argentina. Den ligger i den södra delen av landet, 1 300 km sydväst om huvudstaden Brasília. Garganta del Diablo ligger 252 meter över havet.
Terrängen runt Garganta del Diablo är platt. Runt Garganta del Diablo är det ganska glesbefolkat, med 27 invånare per kvadratkilometer.. Närmaste större samhälle är Foz do Iguaçu, 19,9 km nordväst om Garganta del Diablo.
I omgivningarna runt Garganta del Diablo växer i huvudsak städsegrön lövskog.